# U Can’t Say No!
U Can’t Say No! ist eine japanische Ska-Punk-Band aus Tokio. Sie besteht aus sieben Musikern, darunter drei Bläser.

## Diskografie
- 2000: Back to the 80’s (TV-Freak Records)
- 2003: Second Desision of Lifetime (Stiffeen Records)
- 2006: The World Showar III (EP, Hating Hate Records)
- 2007: 4ce the Truth! (Ska In The World Records)
- 2008: 5 Become 1 (Ska In The World Records)
- 2015: Choices Made (Split-Minialbum mit Flat Bowl, Smaaaaall Beginnings)
- 2021: Poisonous Rituals (Split-EP mit Big Brother, Hating Hate Records)[2]